# Шестнадцать свечей
«Шестнадцать свечей» (англ. Sixteen Candles) — американский комедийный фильм 1984 года. Режиссёр и автор сценария фильма — Джон Хьюз.

## Слоганы
- «16 Candles. And you’re invited to the party» (с англ. — «16 свечей. И вы приглашены на вечеринку».)
- «When you’re just sixteen anything can happen!» (с англ. — «Когда тебе 16, произойти может всё!»)
- «It’s the time of your life that may last a lifetime» (с англ. — «Это момент в вашей жизни, который может продолжаться бесконечно!»)
- «This is Samantha Baker and today is her 16th birthday. The problem is, nobody remembers» (с англ. — «Это Саманта Бейкер, и сегодня её 16-й день рождения. Проблема в том, что никто этого не помнит».)

## Сюжет
В день своего шестнадцатилетия Саманта Бейкер (Молли Рингуолд) чувствует себя самым несчастным человеком на свете. Ведь из-за свадьбы сестры Джинни (Бланш Бейкер) никто даже не вспомнил о дне её рождения! А тут ещё надоедливые бабка с дедом заставляют идти на школьный вечер с незнакомым китайцем, и ей никак не избавиться от противного новичка (Энтони Майкл Холл), воспылавшего к ней неземной любовью. А в глубине души Саманта надеется, что парень её грёз, Джейк Райан (Майкл Шоффлинг), обратит на неё внимание…

## В ролях
| Актёр                   | Роль                           |
| ----------------------- | ------------------------------ |
| Молли Рингуолд          | Саманта Бейкер главная героиня |
| Майкл Шоффлинг          | Джейк Райан                    |
| Энтони Майкл Холл       | Тэд                            |
| Хавиланд Моррис         | Кэролин Малфорд                |
| Джидди Ватанабе         | Лонг Дак Донг                  |
| Пол Дули                | Джим Бейкер                    |
| Эдвард Эндрюс           | Говард Бейкер                  |
| Карлин Глинн            | Бренда Бейкер                  |
| Бланш Бейкер            | Джинни Бейкер                  |
| Билли Бёрд              | Дороти Бейкер                  |
| Кэрол Кук               | бабушка Хэлен                  |
| Макс Шоуолтер           | дедушка Фред                   |
| Лайан Александра Кёртис | Ренди                          |
| Джон Кьюсак             | Брайс                          |
| Даррен Хэррис           | Клифф                          |
| Джоан Кьюсак            | девочка в брекетах из автобуса |

## Производство
Съёмки фильма проходили летом 1983 года, а премьера состоялась 4 мая 1984 года. Большая часть сцен фильма снималась в школе Niles East High School в посёлке Скоки (Иллинойс).